# 大山俊輔 (実業家)
大山 俊輔（おおやま しゅんすけ、1975年10月25日 - ）は、日本の株式会社byZOOの創業者で、代表取締役社長。

## 人物
プロフィール
兵庫県芦屋市出身。株式会社byZOOの創業者で代表取締役社長。